# Olmeneta
Olmeneta – miejscowość i gmina we Włoszech, w regionie Lombardia, w prowincji Cremona.
Według danych na rok 2004 gminę zamieszkuje 931 osób, 103,4 os./km².